# 錦桜橋 (渡良瀬川)

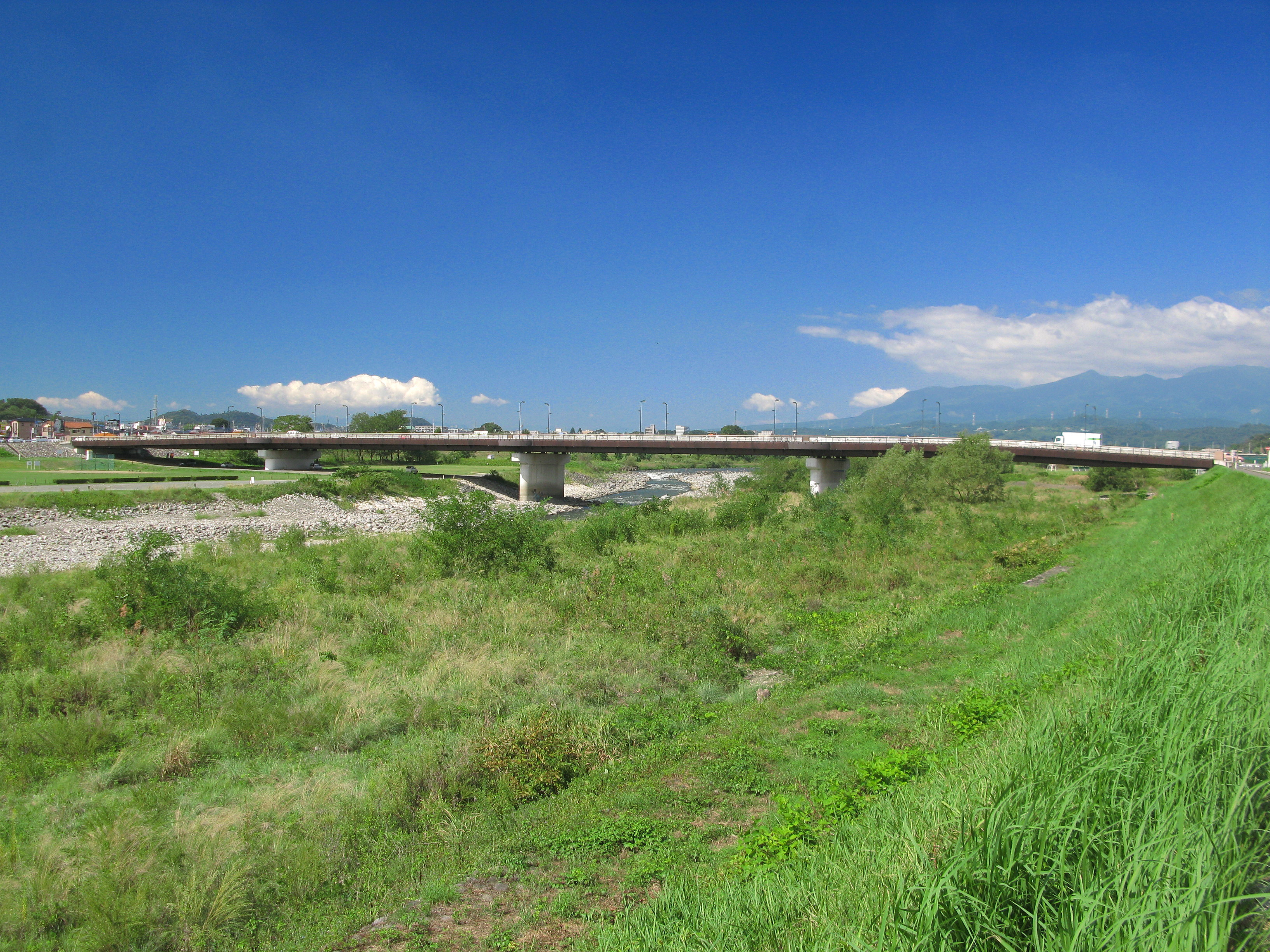
錦桜橋（2012年9月）

錦桜橋（きんおうばし）は、群馬県桐生市の渡良瀬川に架かる群馬県道68号桐生伊勢崎線の橋である。橋長268.7m、幅員21.1m。
桐生市錦町と同市桜木町の間に架かり、上流側には桐生大橋が、下流側には中通り大橋がそれぞれ架かっている。

## 概要
桐生市の目抜き通りである錦町通りと、新桐生駅に通じる桜木町通りを結ぶ幹線橋梁であり、市内交通の要衝となっている。
毎年1月1日に行われる「ニューイヤー駅伝」では、桐生中継所から当橋を通って伊勢崎市の西久保中継所に向かう。2010年（平成22年）まで上流の桐生大橋を通過していたが、2011年（平成23年）より当橋を経由する走路に変更された。

## 歴史
錦桜橋の開通以前は、錦町と桜木町の間にあった「後谷の渡し」（渡船）が使われていた。
1913年（大正2年）の東武鉄道開通にあわせて、桐生市中心部と東武桐生線の新桐生駅を結ぶ橋として、1915年（大正4年）に初代錦桜橋が完成した。開通の際、錦町の「錦」と桜木町の「桜」の字を取って「錦桜橋」と名付けられた。
初代錦桜橋は吊り橋であったため、1922年（大正11年）に大水により流失してしまう。翌年の1923年（大正12年）に水戸工兵隊により新橋が起工され、1925年（大正14年）4月 に、鉄鋼製洋式ワーレントラス構造の二代目錦桜橋が開通した。橋長139m、幅員6m。
1949年（昭和24年）のキティ台風によって桜木町側の堤防が決壊し土地が削られたため、1950年（昭和25年）から1952年（昭和27年）にかけて、河川の拡幅工事を行い橋を桜木町側に延長した。1967年（昭和42年）、交通量の増大により、隣接して上下流に歩道橋を増設した。
その後も増え続ける交通量に対応するため、2002年（平成14年）に架け替え工事が開始された。「錦桜橋に感謝する集い」が行われ、3月から撤去工事開始まで、イルミネーションが点灯された。2005年（平成17年）に架け替え工事が完了し、三代目錦桜橋の供用が開始された。

## 風景

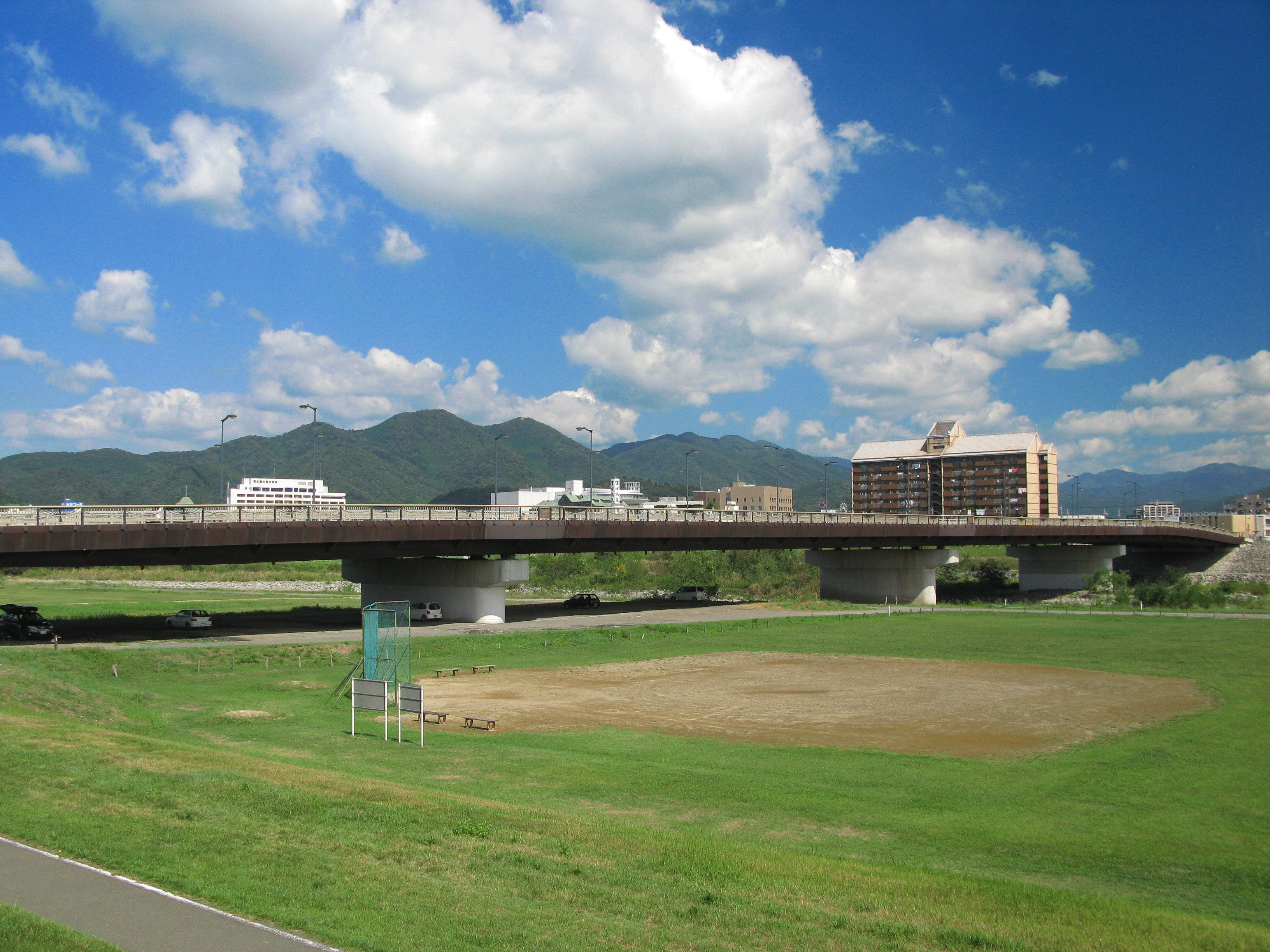
右岸下流側より望む。
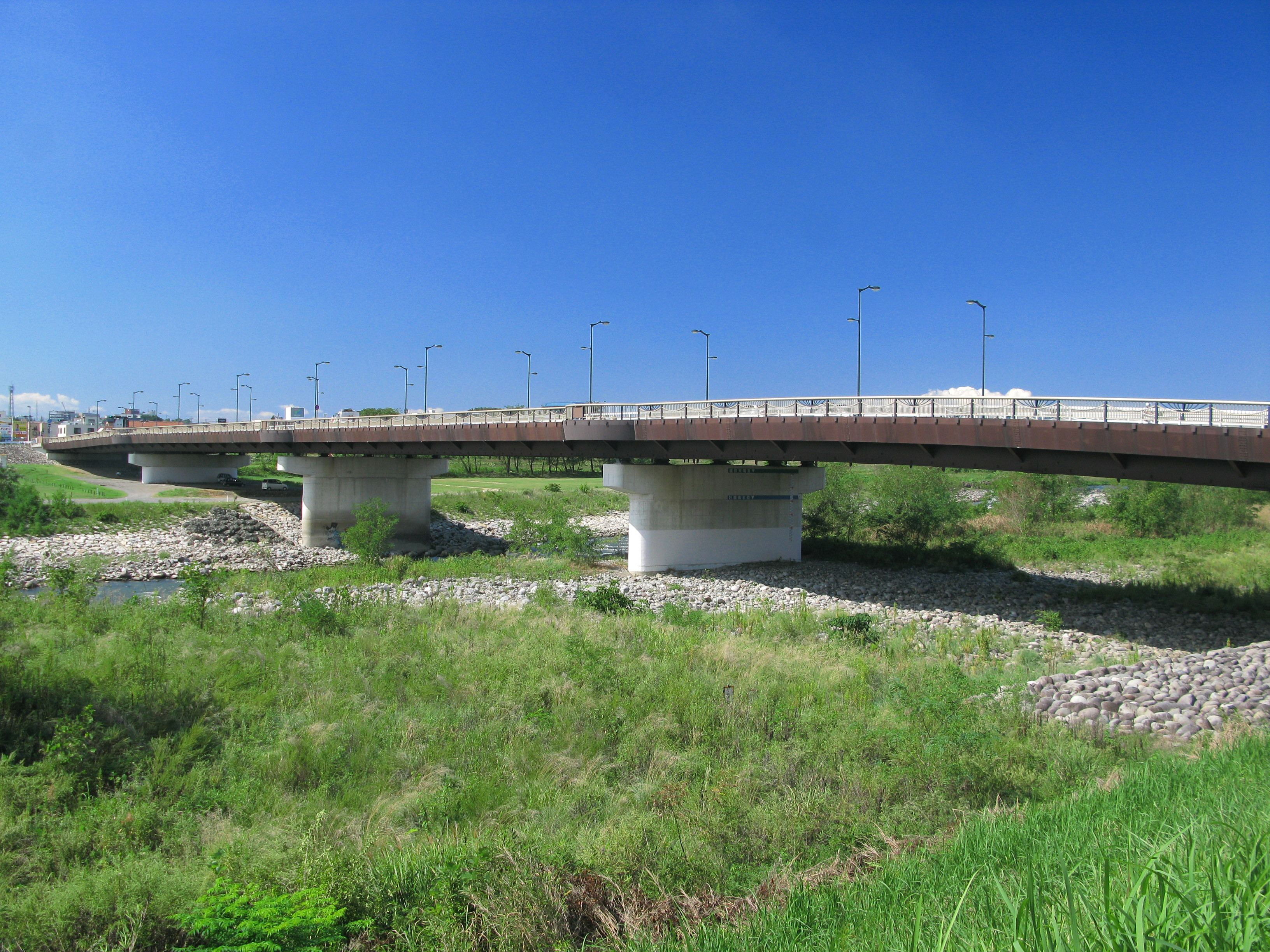
左岸下流側より望む。

## 隣の橋
- 渡良瀬川

両毛線 - 桐生大橋 - 錦桜橋 - 中通り大橋 - 昭和橋